# Spinanomala moritai
Spinanomala moritai är en skalbaggsart som beskrevs av Miyake 1996. Spinanomala moritai ingår i släktet Spinanomala och familjen Rutelidae. Inga underarter finns listade i Catalogue of Life.